# Biserica de lemn din Bălan Cricova

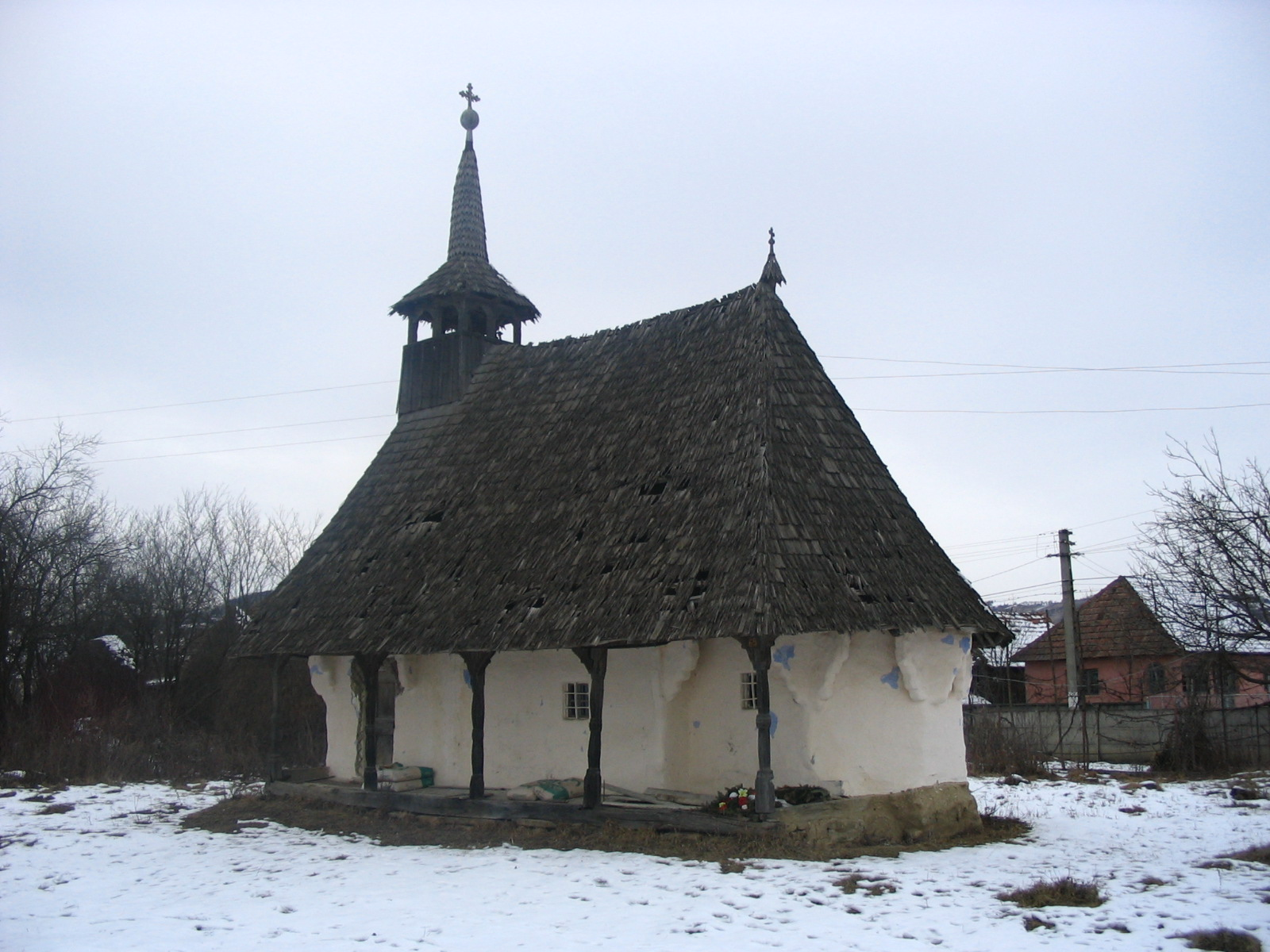
Biserica de lemn din Bălan Cricova, înainte de restaurare. Foto: 2005

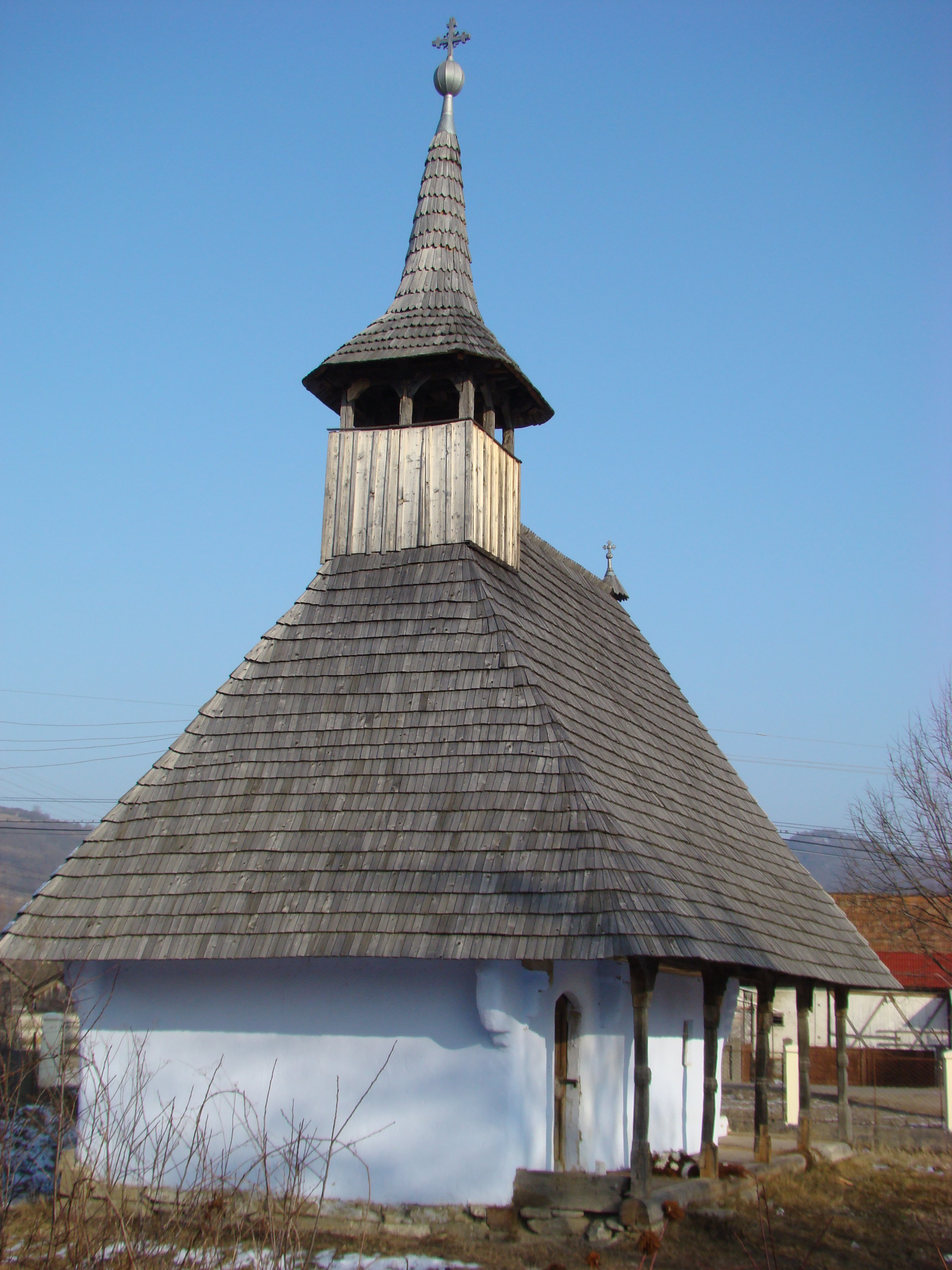
Biserica de lemn „Adormirea Maicii Domnului” din Bălan Cricova, foto: ianuarie 2009.

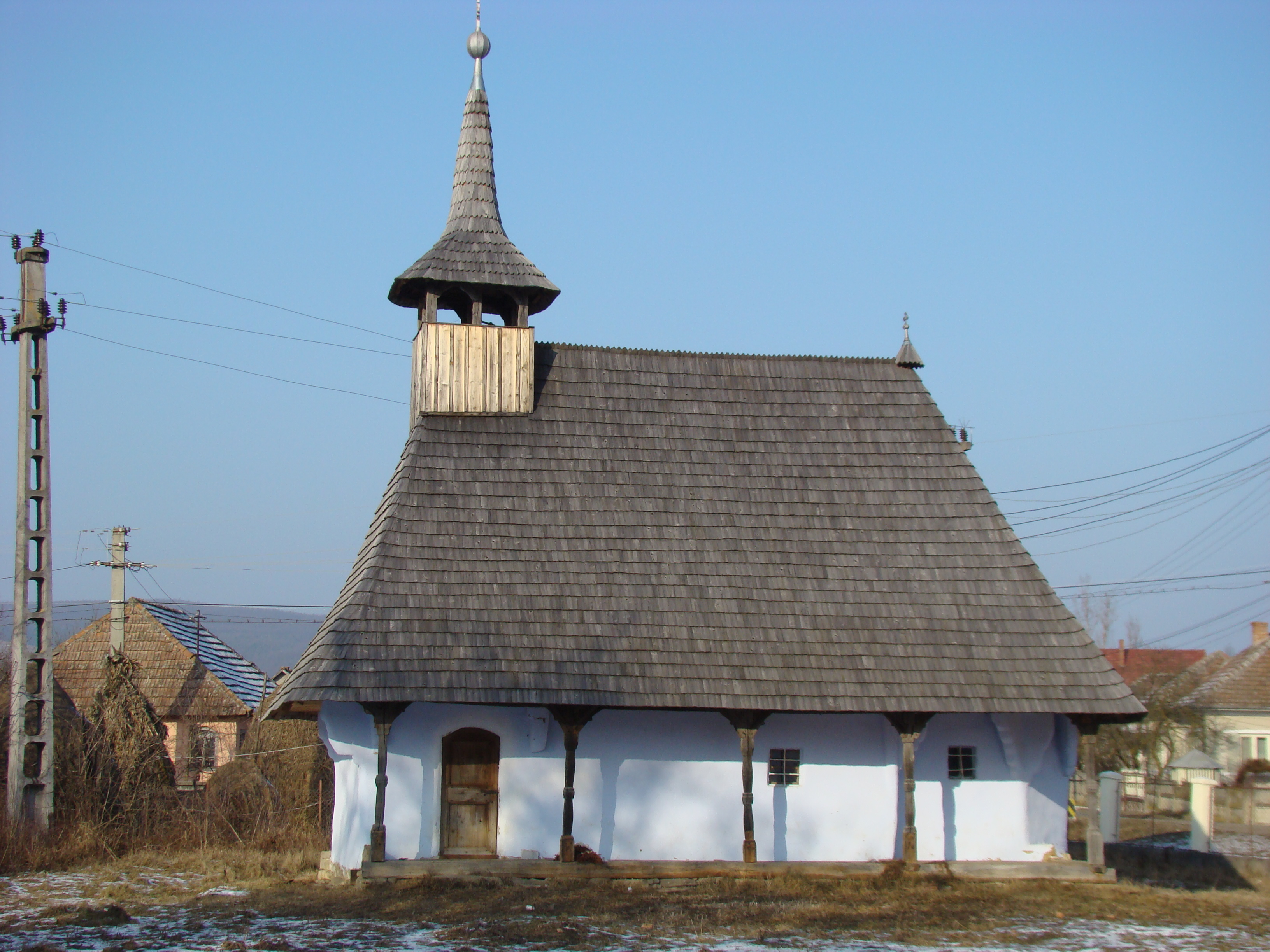
Vedere sudică a bisericii

Biserica de lemn din Bălan Cricova a fost ridicată, conform tradiției, în vremuri îndepărtate în Mănăstirea Bălan în cimitirul parohial. Are hramul „Sf. Arhangheli Mihail și Gavril”.Tot tradiția a înregistat și aducerea ei în sat în anul 1848, în timpul revoluției. Aceasta este probabil una dintre cele mai vechi biserici de lemn din Sălaj și din Transilvania. Biserica se află pe noua listă a monumentelor istorice sub codul LMI: SJ-II-m-A-05015.
Lăcașul de cult a fost înălțat după un plan dreptunghiular și are în componență trei încăperi: altar, naos și pronaos. Dimensiunile bisericii sunt următoarele: lungimea - 9 m, lățimea - 5 m, înălțimea - 2,20 m, fiind construită pe o suprafață de 45 mp.

## Imagini

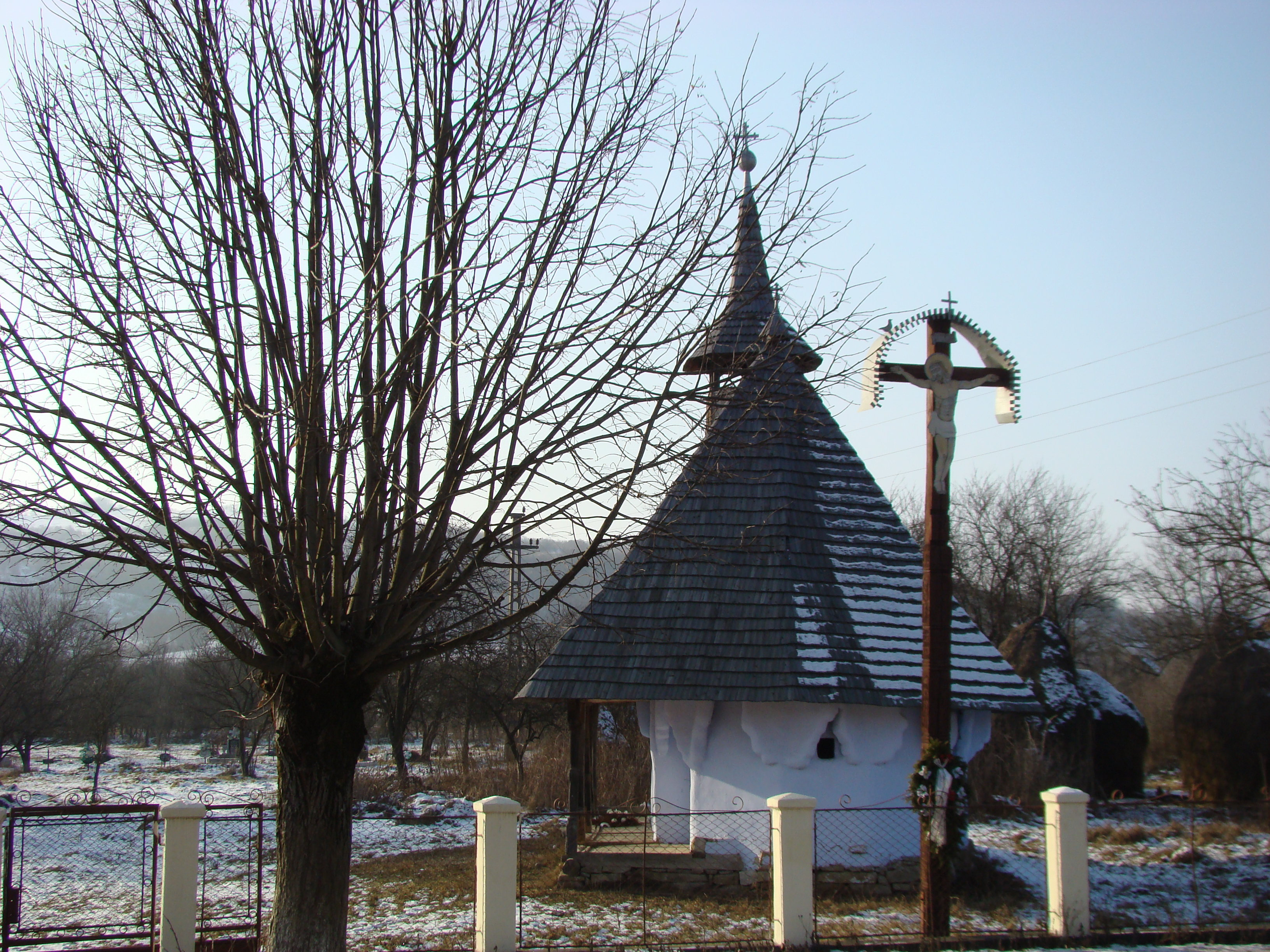
Vedere de ansamblu din est
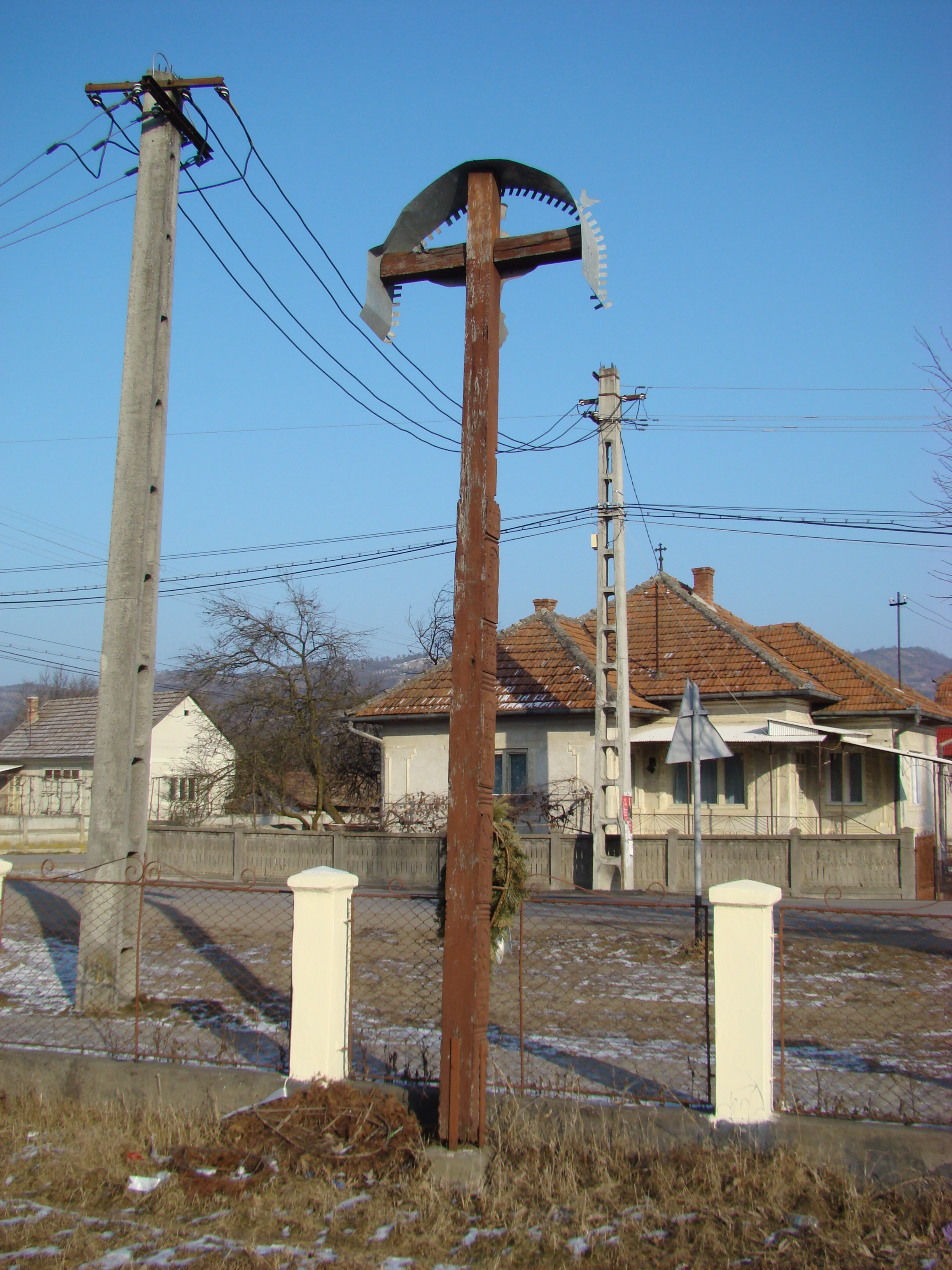
Răstignire
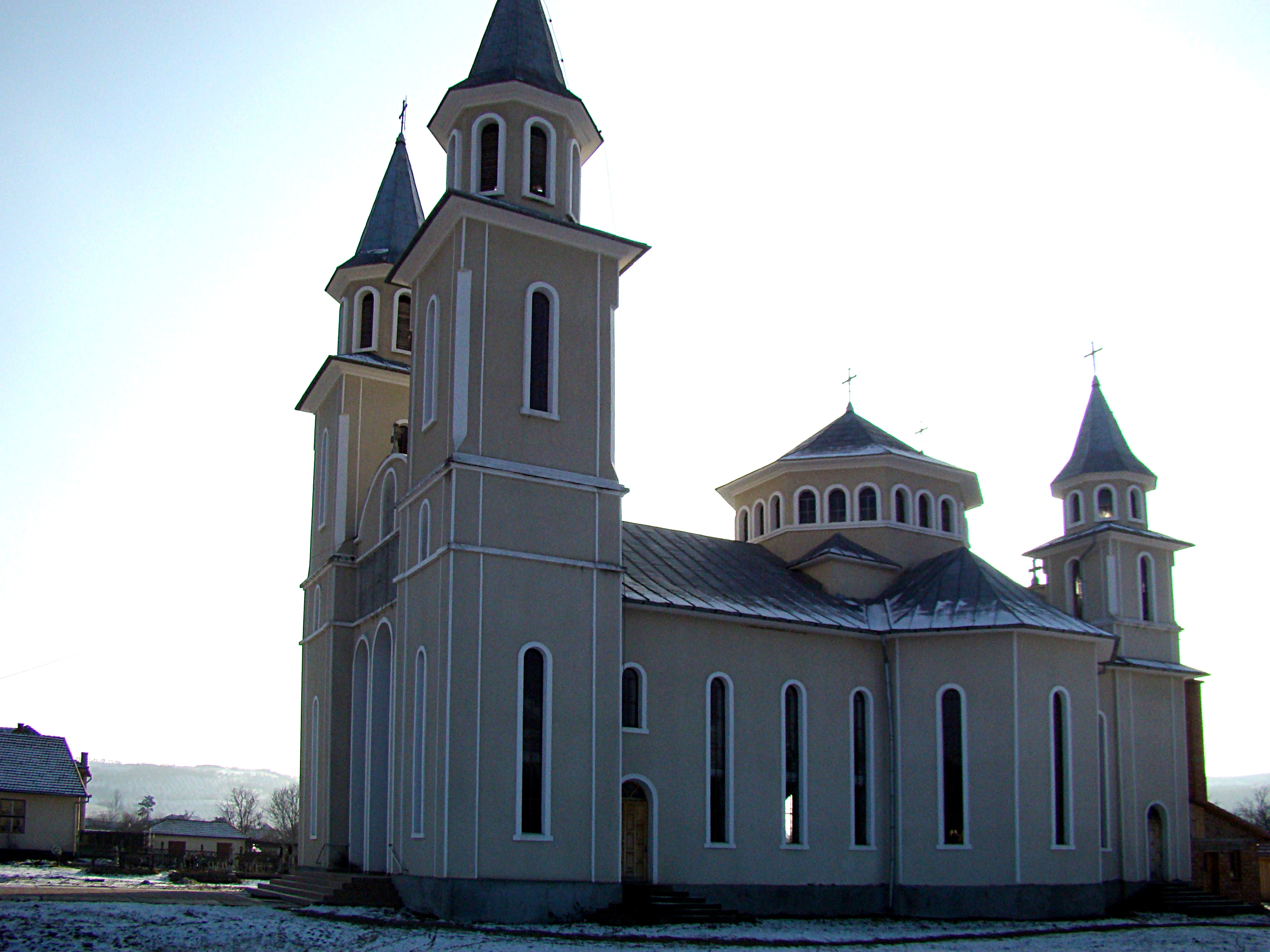
Biserica nouă, aflată în imediata apropiere a vechii biserici
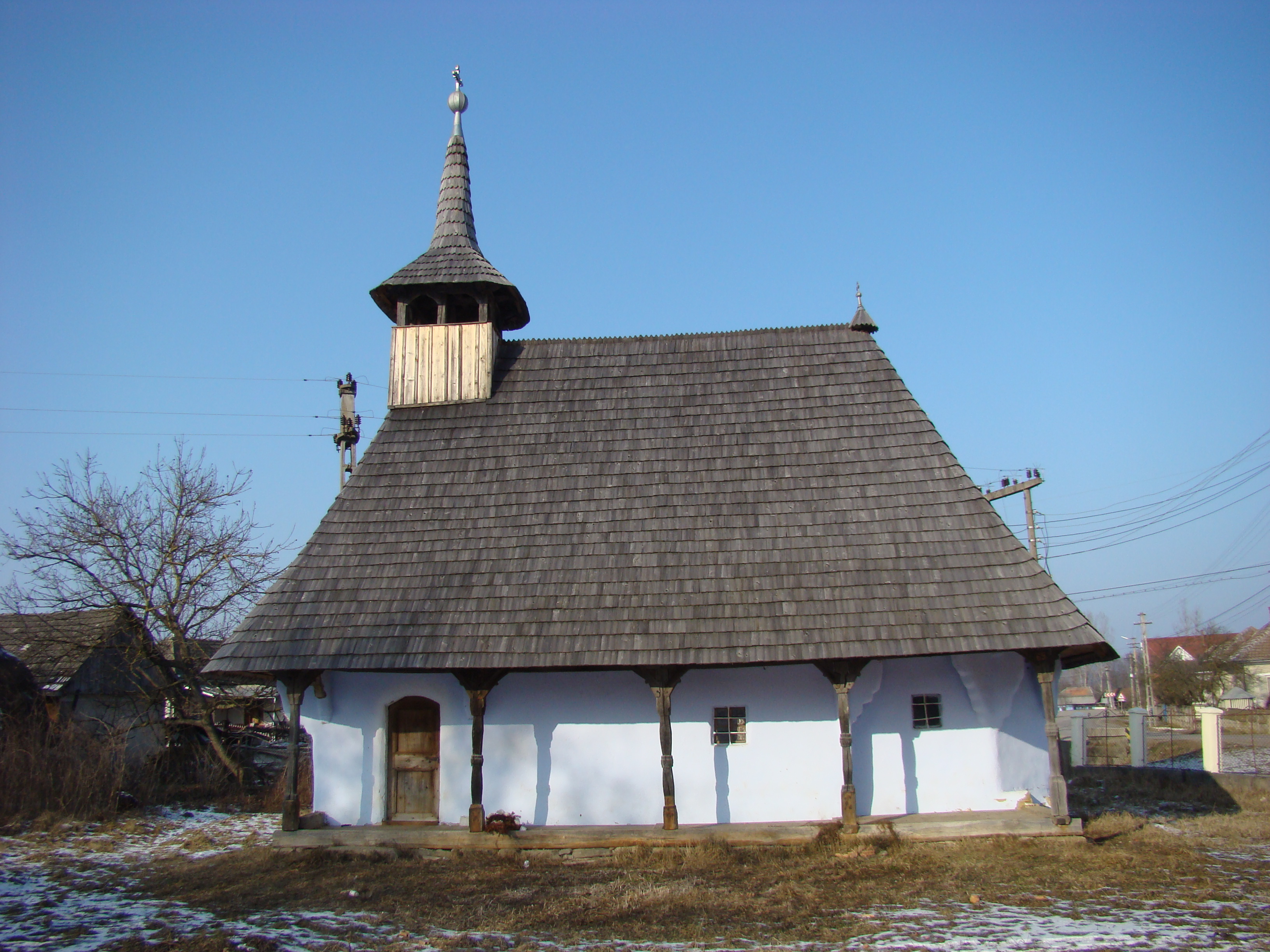
Latura de sud a bisericii
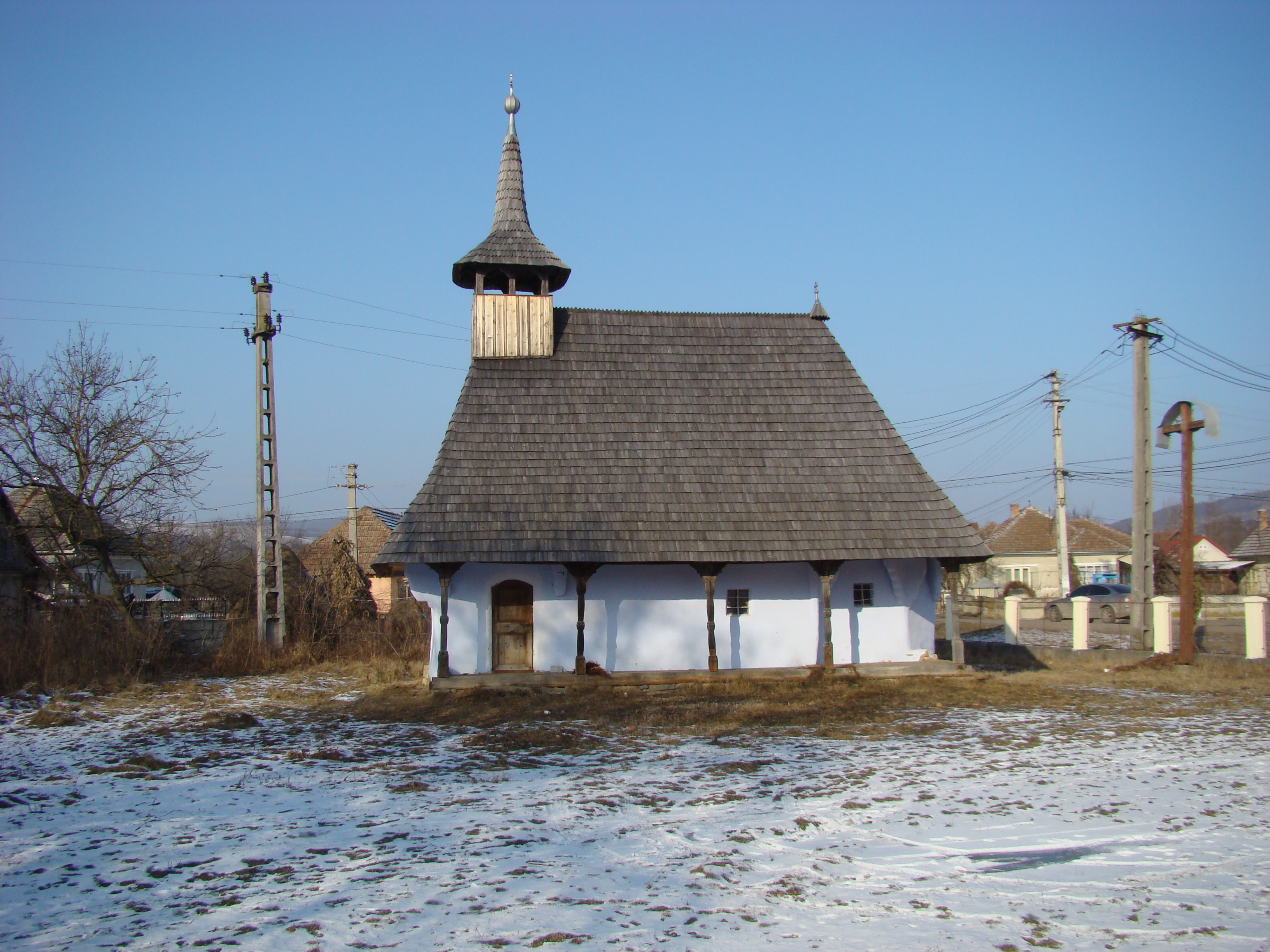
Vedere de ansamblu din sud
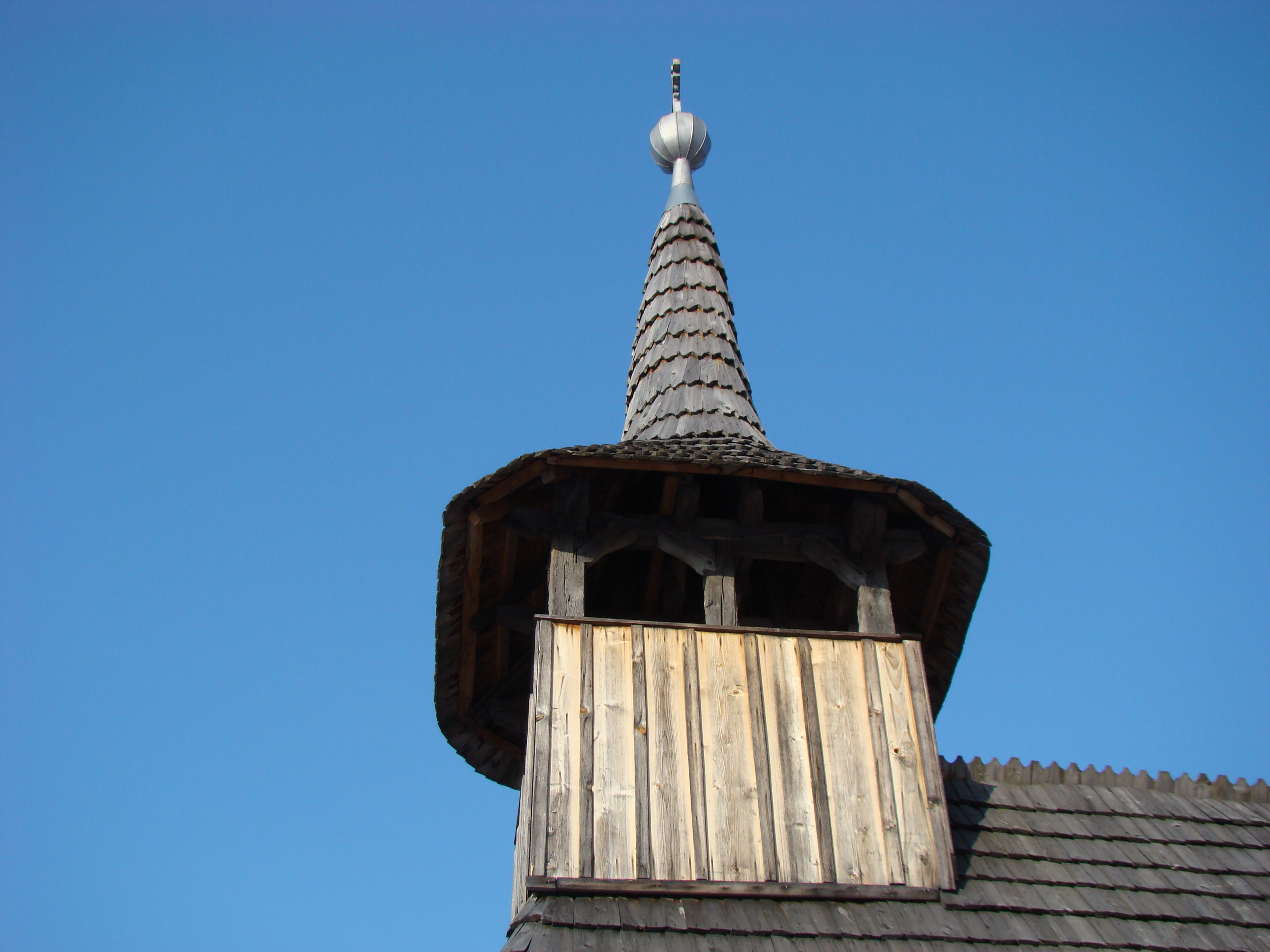
Turnul bisericii
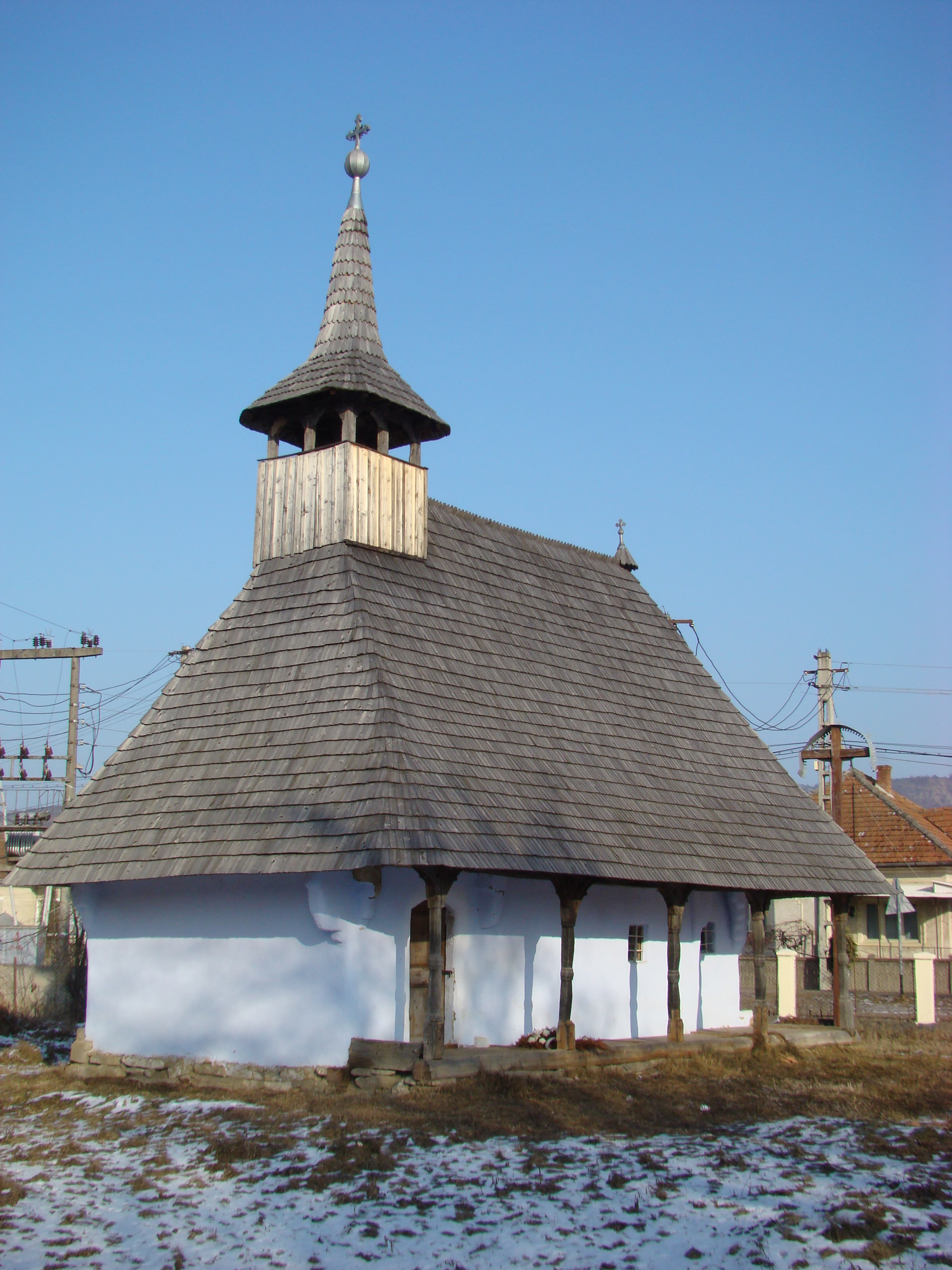
Vedere de ansamblu din sud-vest
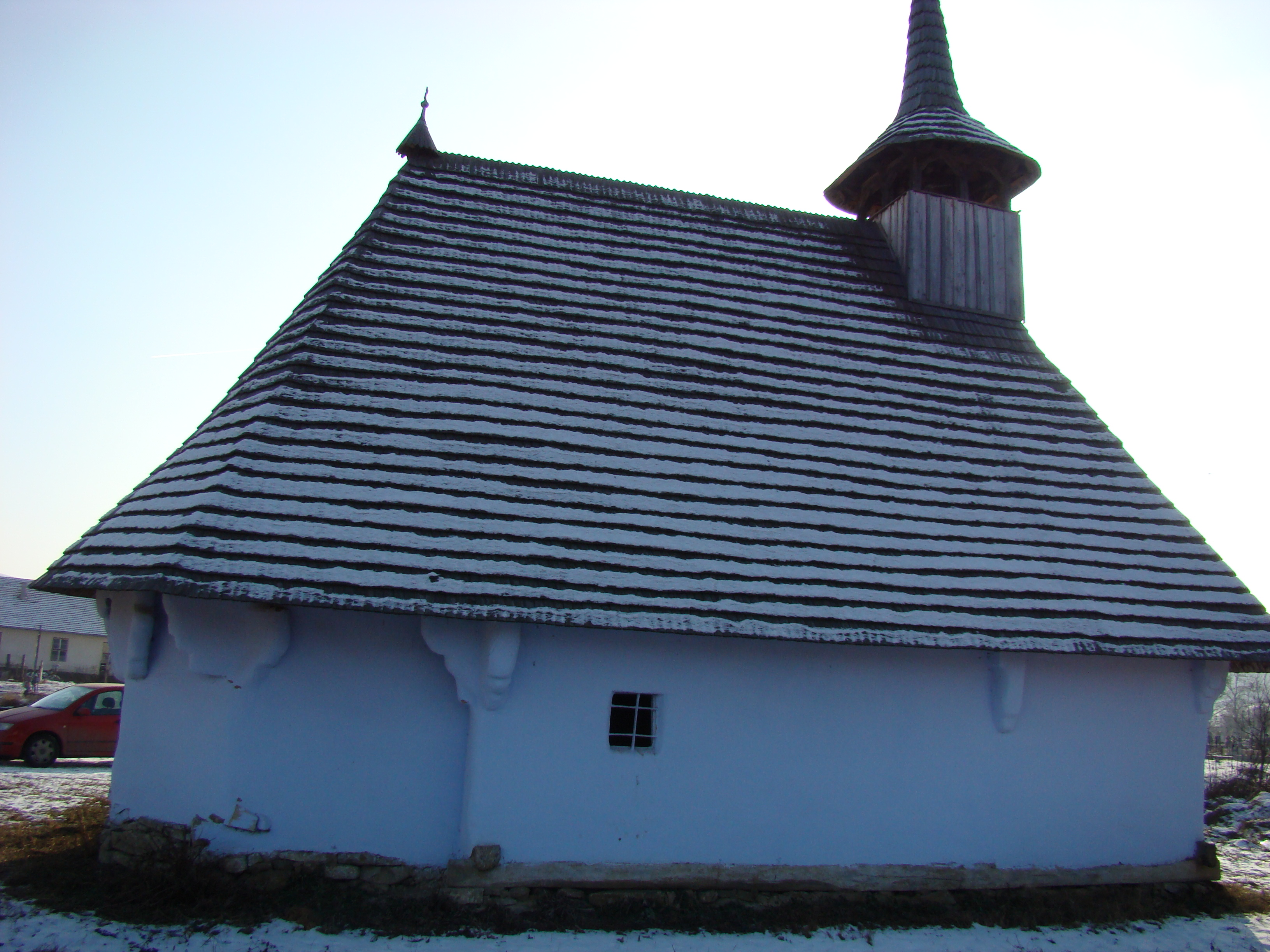
Latura de nord a bisericii
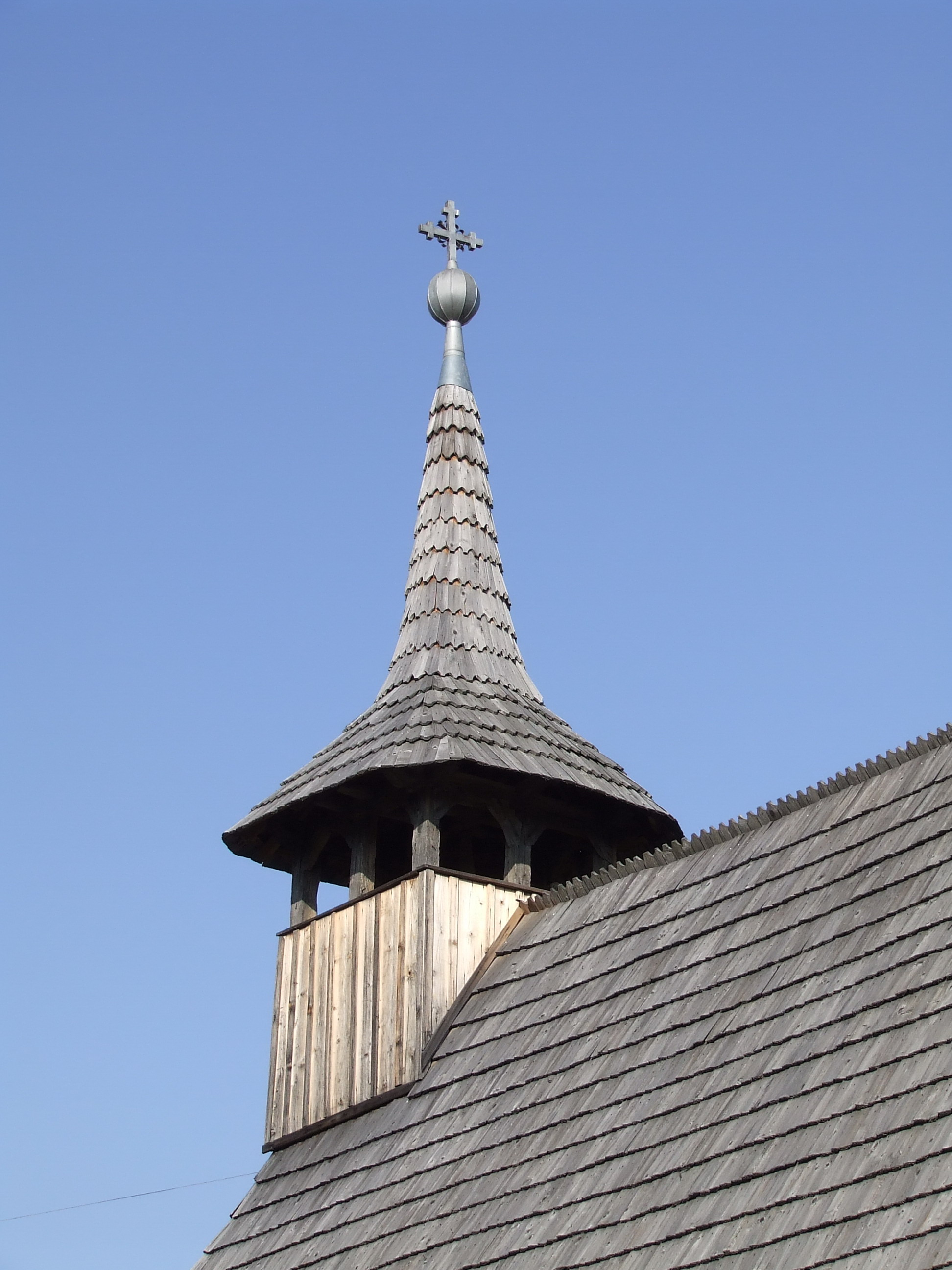
Turnul bisericii
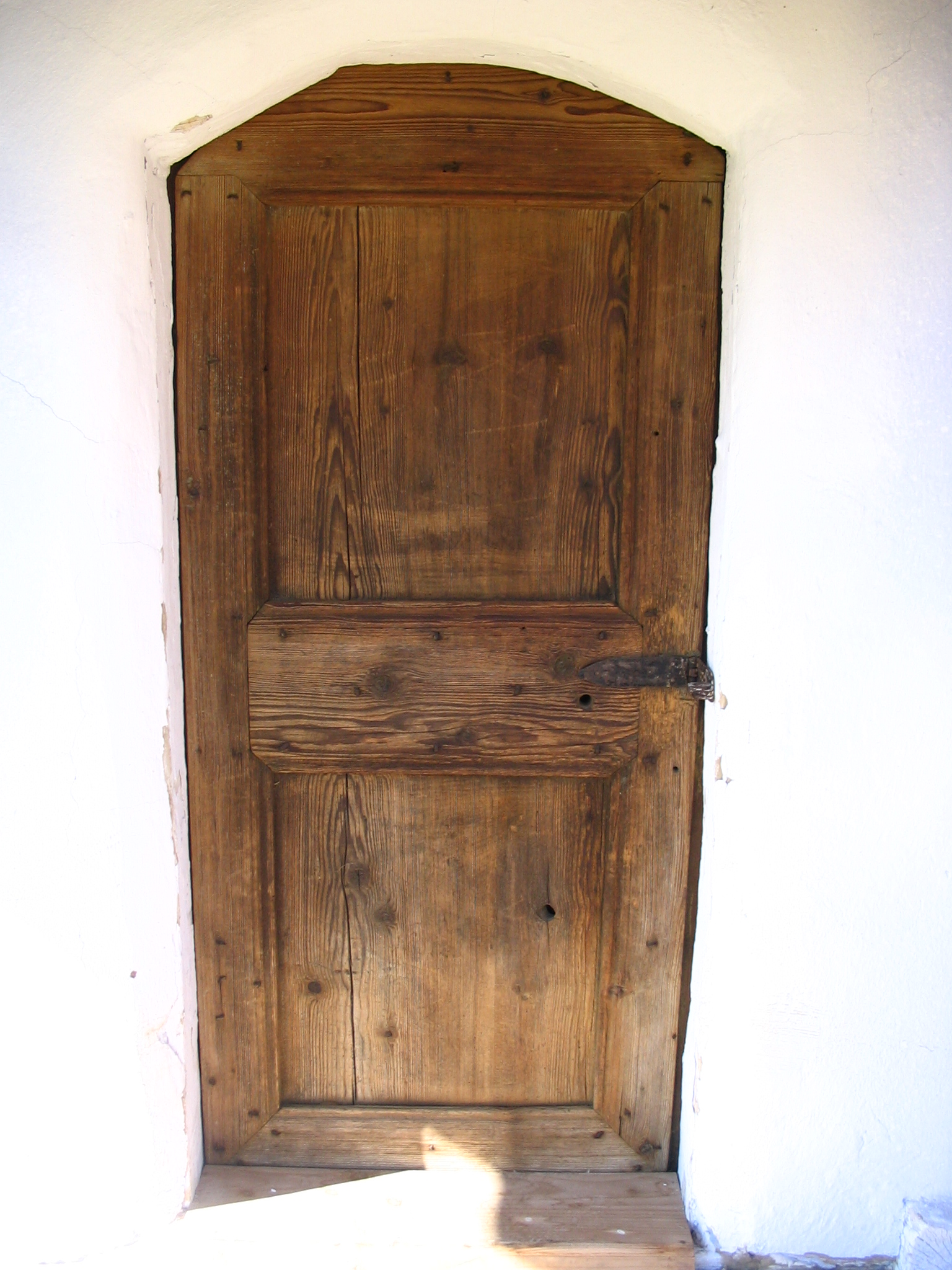
Ușa bisericii de lemn din Bălan Cricova, 2006
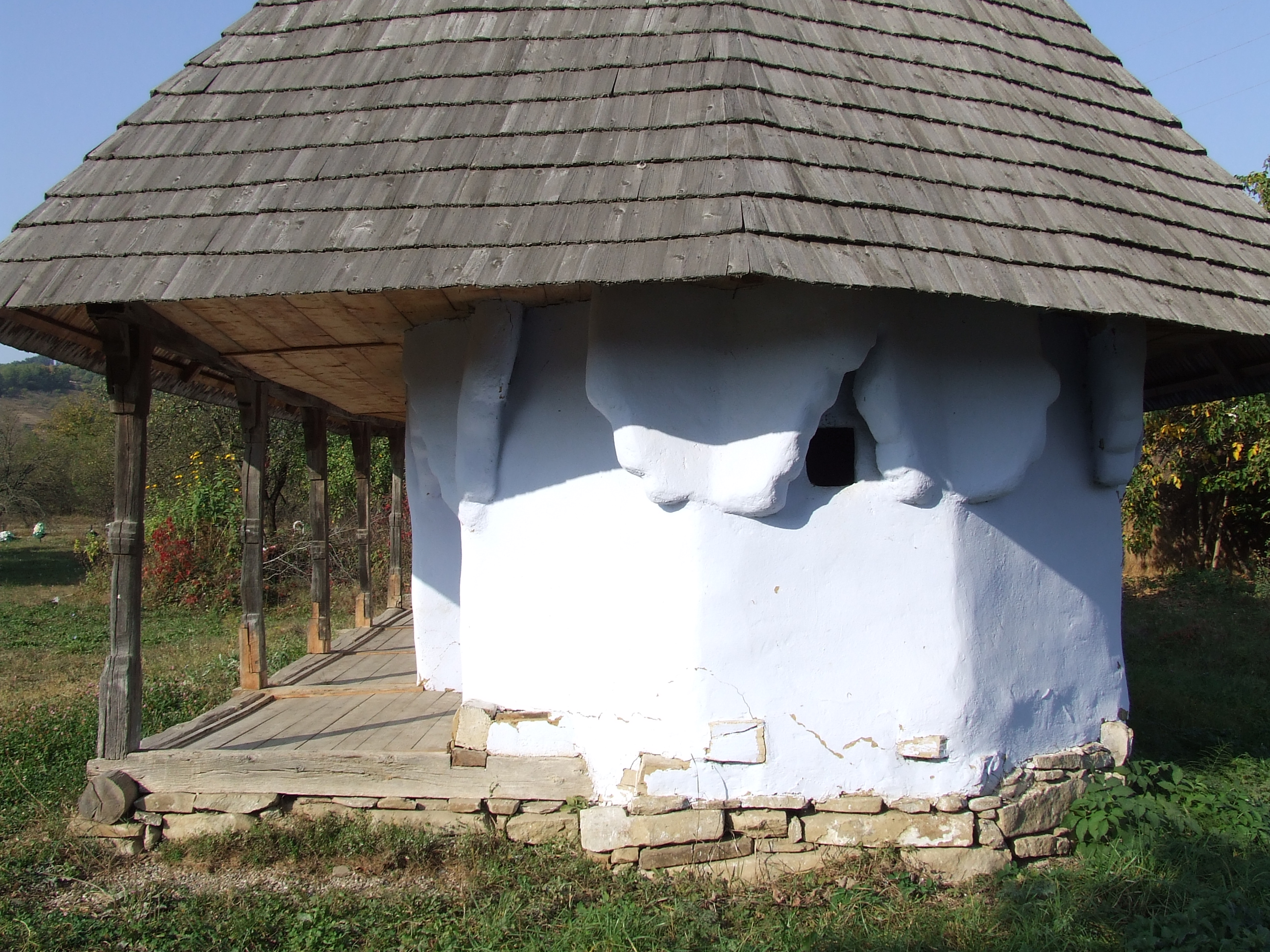
Absida altarului
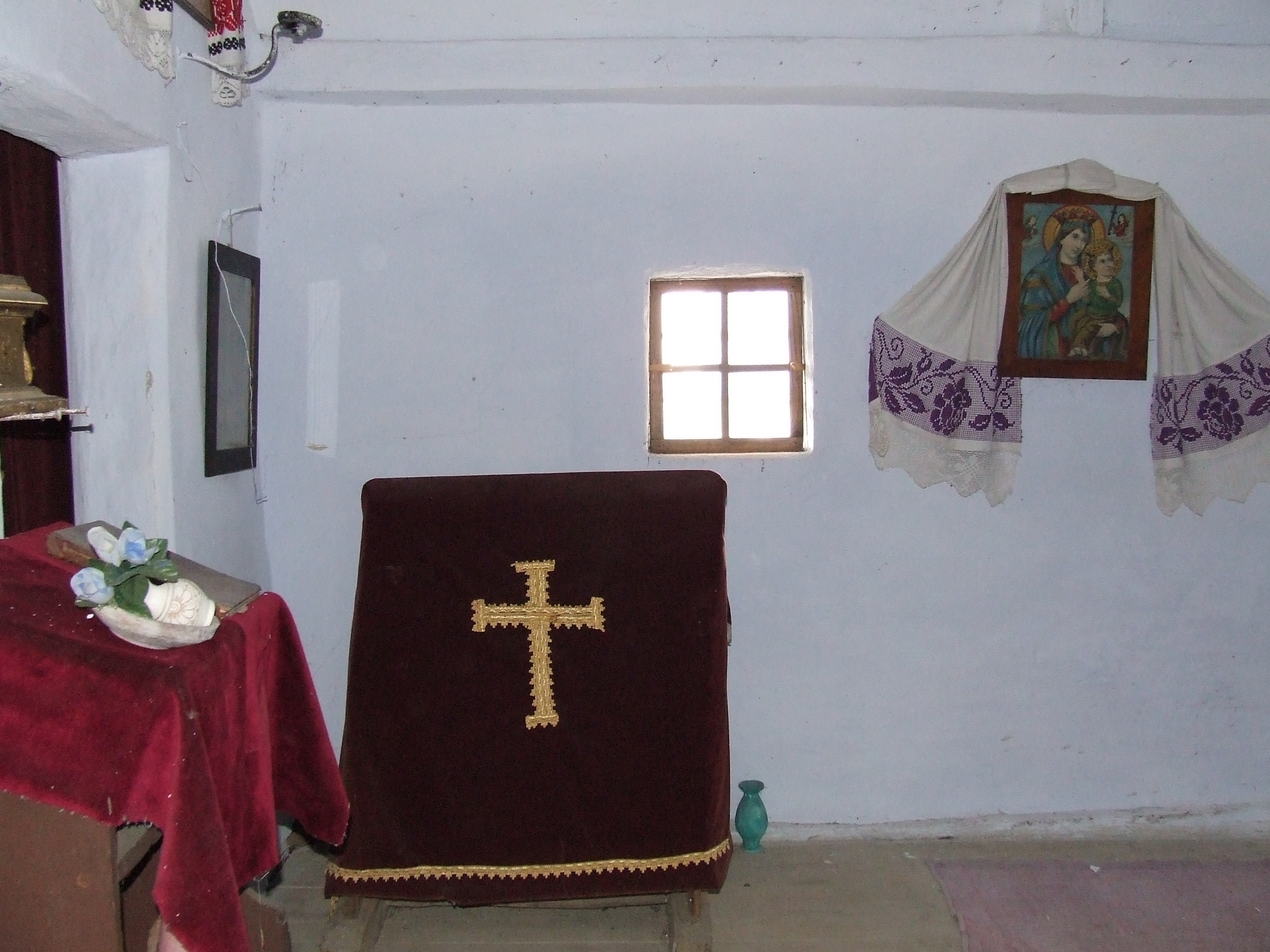
Vedere din naosul bisericii
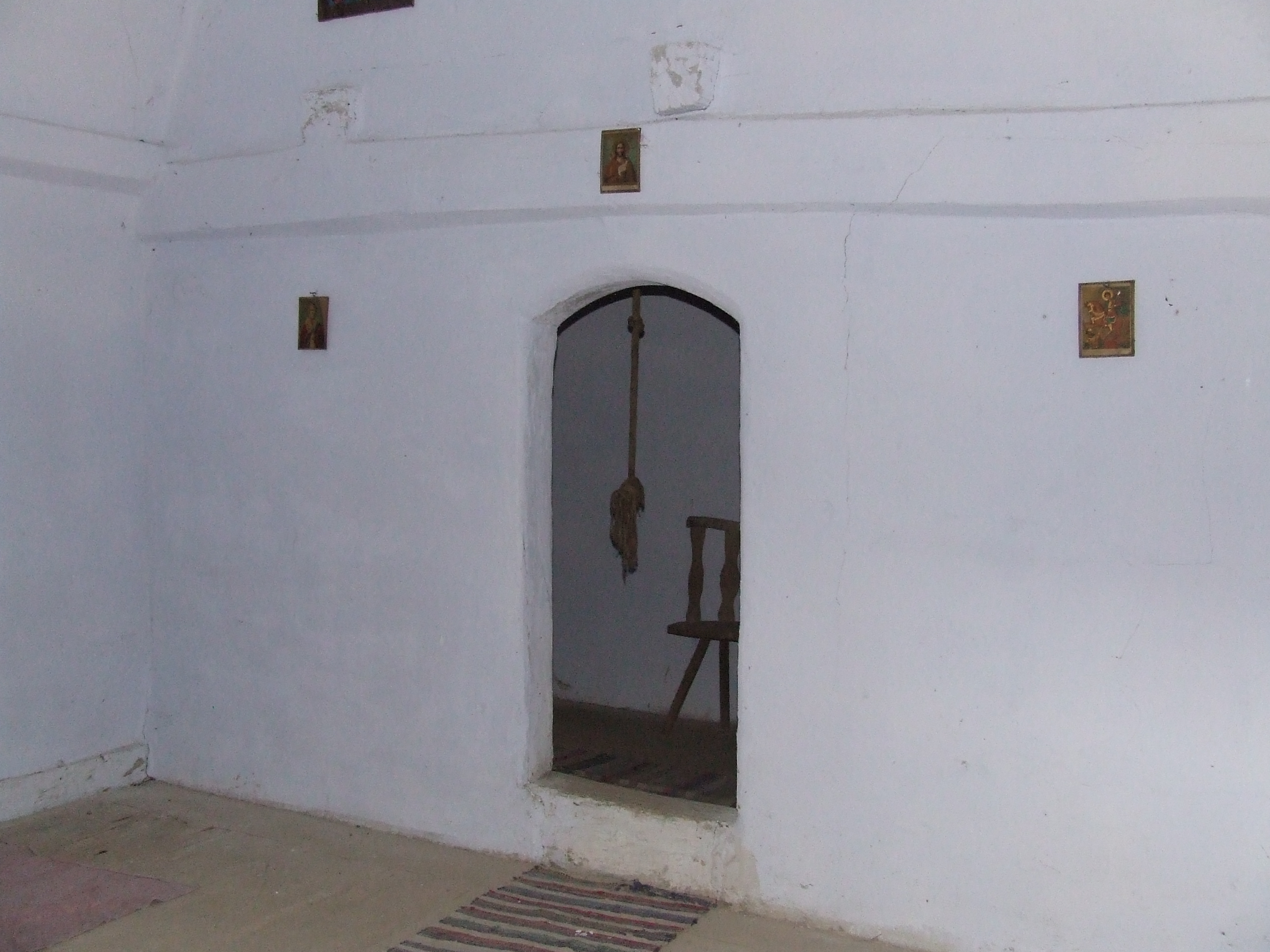
Peretele dintre naos și pronaos
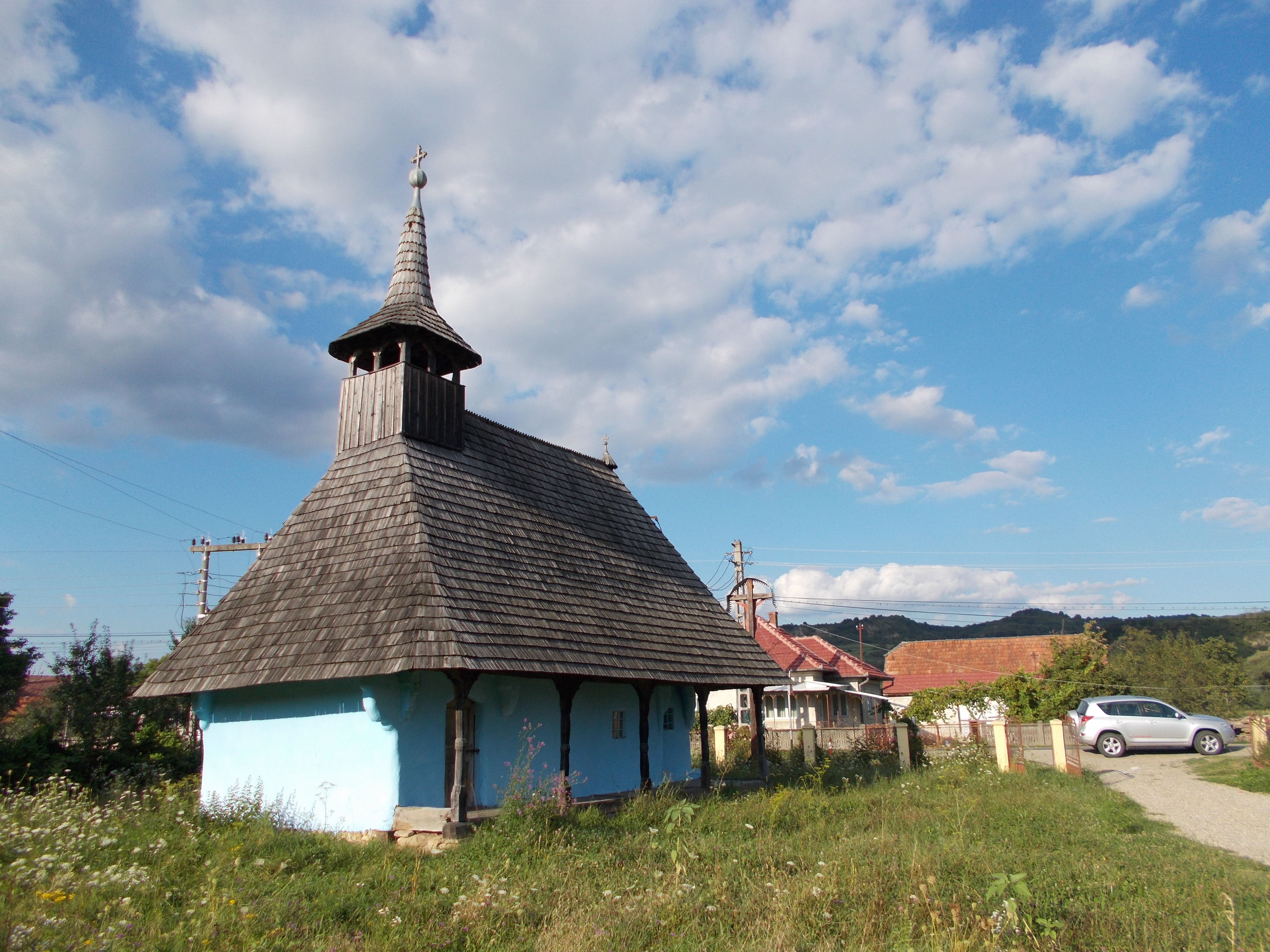
Vedere de ansamblu